# Поварова, Кира Борисовна
Ки́ра Бори́совна По́варова (род. 9 сентября 1933, Москва) — российский материаловед. Доктор технических наук, профессор, главный научный сотрудник Института металлургии и материаловедения им. А. А. Байкова РАН. Лауреат Государственной премии СССР и Премии Правительства Российской Федерации.

## Биография

### Происхождение
К. Б. Поварова родилась в Москве 9 сентября 1933 года.
- Её отец, Борис Федотович Почуко́в (1895—1980), — выходец из служилой дворянской семьи (предки — чиновники, офицеры). Экономист, работал в финансовом управлении Министерства сельского хозяйства СССР, курировал ВАСХНИЛ, ВДНХ, заповедники и опытно-селекционные станции.
- Мать, Мария Васильевна Почукова (Игу́мнова; 1901—1984), родилась в известной провинциальной купеческой семье. Работала медицинской сестрой, в том числе в годы Великой Отечественной войны — операционной медсестрой.

В 1951 году Кира Почукова окончила московскую среднюю школу № 43 с серебряной медалью и поступила на технологический факультет Московского института стали.

### Хроника творческой жизни
- 1951—1956: учёба в Московском ордена Трудового Красного Знамени институте стали имени И. В. Сталина. Получила диплом с отличием; квалификация — инженер-металлург, специальность: металловедение и термическая обработка чёрных металлов.

По окончании вуза принята на работу в Институт металлургии им. А. А. Байкова АН СССР (ныне — Институт металлургии и материаловедения им. А. А. Байкова РАН), с которым связана вся трудовая и научная деятельность Киры Борисовны. В 1956—1986 работала в Лаборатории тугоплавких и редких металлов и сплавов:
- 1956—1957: старший лаборант;
- 1957—1959: инженер;
- 1959—1967: младший научный сотрудник;
- 1963: защитила в Московском институте стали и сплавов диссертацию на тему «Физико-химическое взаимодействие рения с переходными металлами и свойства некоторых сплавов». Присуждена учёная степень кандидата технических наук;
- 1967—1986: старший научный сотрудник;
- 1983: защитила во Всесоюзном научно-исследовательском институте авиационных материалов диссертацию на тему «Разработка физико-химических принципов легирования и создание высокотемпературных конструкционных сплавов вольфрама». Присуждена учёная степень доктора технических наук;
- 1983—1986: по совместительству преподавала в Московском авиационном институте на кафедре материаловедения.

Во время работы в Лаборатории тугоплавких и редких металлов и сплавов К. Б. Поварова за работы по сплавам рения была награждена Государственной премией СССР (в составе творческого коллектива). Результаты её работ по сплавам вольфрама были с успехом использованы при создании новой техники коллективом конструкторов и технологов, удостоенных в 1984 Премии Совета Министров СССР. Дальнейшая работа К. Б. Поваровой связана с Лабораторией конструкционных сталей и сплавов им. академика Н. Т. Гудцова ИМЕТ АН СССР/РАН:
- 1986—1991: ведущий научный сотрудник;
- с 1991 по настоящее время: главный научный сотрудник;
- 1992: присвоено учёное звание профессора по кафедре металловедения и термической обработки;
- с 1992 по настоящее время: по совместительству преподаёт в МАТИ — Российском государственном технологическом университете им. К. Э. Циолковского, профессор кафедры материаловедения.

Этот период научной работы К. Б. Поваровой отмечен Премией Правительства Российской Федерации за работы по внедрению в авиационную промышленность сплавов на основе интерметаллидов и премией им. П. П. Аносова РАН за теоретические работы по сплавам на основе интерметаллидов.

## Научная деятельность
К. Б. Поварова является известным специалистом с международным именем в области материаловедения и создания конструкционных жаропрочных и высокопрочных сплавов на основе тугоплавких металлов — вольфрама и рения, тяжёлых сплавов, а также сплавов и композитов нового класса — лёгких жаропрочных материалов на основе интерметаллидов. В русле своей научной деятельности Кира Борисовна является руководителем работ, выполняемых в рамках ряда научных и инновационных проектов Президиума РАН, Министерства обороны РФ, Российского фонда фундаментальных исследований, федеральных целевых научно-технических программ Министерства образования и науки РФ.
На протяжении ряда лет профессор К. Б. Поварова являлась учёным секретарём секции «Металлические материалы» Научного совета АН СССР по проблеме «Физико-химические основы получения новых жаростойких неорганических материалов». Член Учёного совета ИМЕТ им. А. А. Байкова РАН и заместитель председателя Диссертационного совета Д.002.060.01 при ИМЕТ РАН. Заместитель главного редактора научно-технического журнала «Металлы», член ряда специальных Экспертных советов и комиссий по металлическим материалам.
Под руководством К. Б. Поваровой подготовлено и защищено восемь кандидатских диссертаций. Она является автором и соавтором более 350 научных публикаций в отечественных и зарубежных изданиях, в том числе четырёх монографий, имеет 18 авторских свидетельств СССР и 8 патентов РФ.

## Признание
Профессор К. Б. Поварова, единственная из женщин-материаловедов, является лауреатом нескольких премий, имеющих государственный или академический статус. В числе её наград:
- 1968: Государственная премия СССР — за работу в области металлургии[1];
- 1996: премия им. П. П. Аносова РАН — за цикл работ «Материаловедение конструкционных сплавов нового поколения на основе интерметаллических соединений». Совместно с А. А. Ильиным и Е. Н. Кабловым (ныне оба — действительные члены РАН);
- 2001: Премия Правительства Российской Федерации — за разработку и создание новой техники.

## Семья
В 1954 Кира Борисовна вышла замуж за Владимира Сергеевича Поварова (род. 1930) — инженера-металлурга, выпускника Московский института стали. В. С. Поваров специализировался в области обработки металлов давлением, кандидат технических наук. Длительное время работал в НПО ЦНИИТМАШ, НИАТ и в ЦНИИТЭПриборостроения, автор нескольких изобретений, внедрённых в авиационную промышленность с большим экономическим эффектом. В настоящее время на пенсии.
Их дочь, Мария Владимировна Костина (Поварова; род. 1964), окончила МИСиС. Доктор технических наук, специалист по коррозионно-стойким высокопрочным азотистым сталям, лауреат Государственной премии РФ за 2000 год. Работает в ИМЕТ им. А. А. Байкова РАН, по совместительству ведёт преподавательскую работу, профессор МАТИ — РГТУ им. К. Э. Циолковского. Внук Максим родился в 2005 году.

## Список наиболее известных научных трудов
1. Сплавы рения. М.: Наука, 1965, 323 с. Соавторы: Савицкий Е. М., Тылкина М. А.
2. Металловедение вольфрама. М.: Металлургия, 1978, 223 с. Соавторы: Савицкий Е. М., Макаров П. В.
3. Сплавы тугоплавких и редких металлов для работы при высоких температурах / Под ред.: Савицкого Е. М., Поваровой К. Б. М.: Наука, 1984, 238 с.
4. Тугоплавкие металлы и сплавы. М.: Металлургия, 1986, 352 с. Соавторы: Савицкий Е. М., Бурханов Г. С. и др.
5. Жаропрочные и жаростойкие металлические материалы. Физико-химические принципы создания: Сборник статей / Отв. ред.: Банных О. А., Поварова К. Б. М.: Наука, 1987, 172 с.
6. Поварова К. Б. Конструкционные сплавы вольфрама и рения. В кн.: Институт металлургии и материаловедения им. А. А. Байкова. 60 лет (Сборник научных трудов под ред. Н. П. Лякишева). М.: ЭЛИЗ, 1998, с. 201—212.
7. Машиностроение. Энциклопедия в сорока томах. Раздел II. Материалы в машиностроении. Том II-3. Цветные металлы и сплавы. Композиционные металлические материалы. Поварова К. Б. Глава 7.1. Вольфрам и его сплавы. М.: Машиностроение, 2001, с. 635—662.
8. Povarova K.B. Powder metallurgy of tungsten alloys (alloying, pretreatment, sintering. NVN, structure, properties). // Euro PM2004/ P. 831—837.
9. Поварова К. Б. Физико-химические принципы создания термически стабильных сплавов на основе алюминидов переходных металлов. Журнал «Материаловедение»: 2007, № 11, с. 25—37 (часть 1); 2008, № 1, с. 29—37 (часть 2).
10. Авторский коллектив: Колобов Ю. Р., Каблов Е. Н. и др. Структура и свойства интерметаллидных материалов с нанофазным упрочнением. М.: Издательский дом МИСиС, 2008, 328 с. Поварова К. Б. Глава 2. Диаграммы состояния систем Ni-Al-ЛЭ (легирующий элемент или фаза) — основа выбора состава термостабильных жаропрочных сплавов и композитов на основе алюминидов никеля, с. 58—116.